# Agamedes

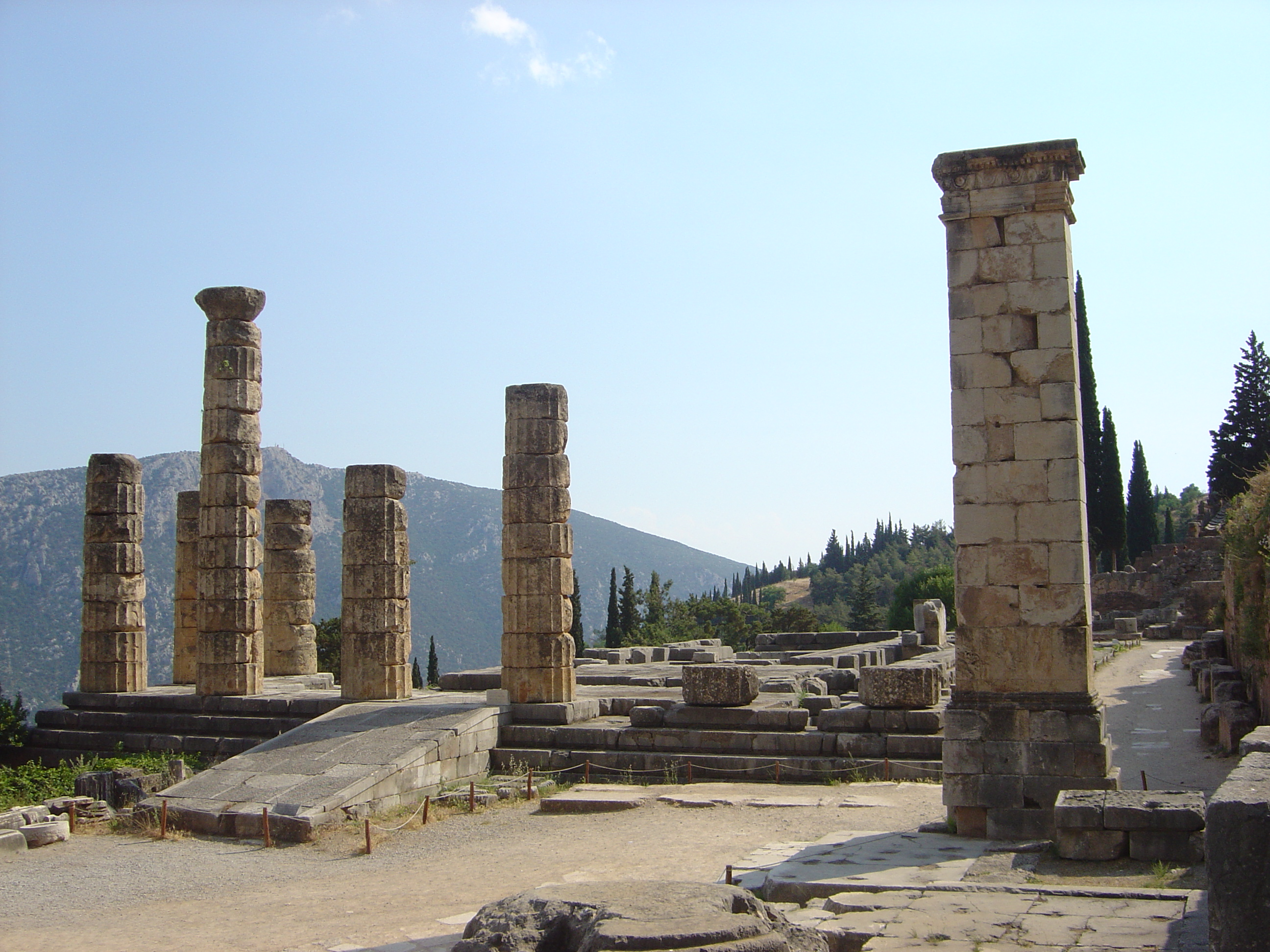
Las ruinas del Templo de Apolo en Delfos, que se remontan al, pertenecen a un templo dórico periptero.

En la mitología griega Agamedes (en griego antiguo Ἀγαμήδης) era un hijo de Ergino, rey de los minios de Orcómeno, y hermano por tanto del célebre Trofonio. Otras versiones lo hacen hijo de Apolo y Epicaste y padrastro de Trofonio, o hijo de Zeus y Yocasta y padre de Trofonio.
Agamedes y Trofonio destacaron como arquitectos, y diseñaron numerosos templos y palacios, alcanzando gran fama cuando construyeron el cuarto templo de Apolo en el oráculo de Delfos. Cuando terminaron, el oráculo dijo a los hermanos que hiciesen absolutamente todo lo que desearan durante seis días y, al séptimo, su mayor deseo les sería concedido. Así hicieron y fueron hallados muertos al séptimo día. El dicho «aquellos a los que aman los dioses mueren jóvenes» procede de esta historia.
Ambos hermanos construyeron también la casa de Anfitrión y Alcmena en Tebas y el templo de Poseidón Hípico en Mantinea, al que ningún mortal podía entrar. Épito, el hijo de Hipótoo, desafió esta prohibición y rasgó la tela que protegía la entrada, por lo que fue inmediatamente cegado, muriendo poco después. De este templo se decía que emergía una ola marina que inundaba la planicie de Mantinea.
Alternativamente, según la Descripción de Grecia de Pausanias, construyeron una cámara del tesoro (con una entrada secreta que solo ellos conocían) para el rey Hireo de Hiria (Beocia), o, según una versión minoritaria, para el rey Augías. Usando la entrada secreta, fueron robando paulatinamente la fortuna que contenía la cámara. Hireo sabía lo que pasaba pero no quién era el ladrón, por lo que preparó una trampa. Agamedes quedó atrapado en ella, y Trofonio le cortó la cabeza y se la llevó para que no lo torturaran ni supieran de quién era el cuerpo que había caído en el lazo. Trofonio huyó entonces a la cueva de Lebadea, y desapareció para siempre en el lugar donde había una grieta llamada de Agamedes y, junto a ella, una estela. Los que acudían al oráculo que Trofonio creó en su cueva debían ofrecer también un morueco al malogrado Agamedes y comer solo de él durante unos días. Heródoto cuenta una historia casi idéntica, pero referente al tesoro del rey Rampsinitos de Egipto.

## Agamedes de Arcadia
Otro personaje con el nombre de Agamedes era un hijo del rey Estínfalo de Arcadia. Casó con Epicaste, teniendo ambos un hijo al que llamaron Cerción. Algunos autores lo confunden con el personaje anterior.